# Schloss Neuenburg (Zetel)
Schloss Neuenburg ist ein Schloss in Neuenburg, einem Ortsteil der Gemeinde Zetel im niedersächsischen Landkreis Friesland.
Im Jahre 1462 ließ Graf Gerd zu Oldenburg als Gegengewicht zur ostfriesischen Friedeburg vermutlich eine aus Steinhaus, Wall und Graben bestehende Turmburg (Nige Borg) als Trutzburg gegen die Ostfriesen erbauen. Die noch im Bau befindliche Burg wurde von den Friesen zerstört, aber bis 1466 stärker wieder aufgebaut. Bei der Grundsteinlegung soll er gerufen haben: „Dat de Fresen de Bammel slae!“ („Den Friesen soll angst und bange werden!“)
Matthäus Merian fertigte um das Jahr 1640 von Schloss Neuenburg einen Kupferstich an, der den Titel „Nieuburg oldenburgisch“ trägt. Er zeigt die bastionierte, festungsartige Schlossanlage mit Wassergraben. Von der Festung sind unter Schutthügeln drei Eckbastionen erhalten. 
Zwischen 1570 und 1582 wurde die Burg zu einer Festung mit repräsentativen Wohnschloss umgebaut, das als Sommerresidenz und Jagdschloss genutzt wurde. Nach dem Tode des Grafen Anton Günther von Oldenburg im Jahr 1667 diente das Schloss seiner Frau als Residenz und Witwensitz. Die heutige Dreiflügelanlage stammt in weiten Teilen aus den letzten Jahren des 17. Jahrhunderts. Noch 1715 wurden Um- und Neubauten ausgeführt, nachdem ältere Bauteile eingestürzt waren. 1736 wurden die Nebengebäude und das obere Geschoss des Schlosses abgebrochen. 1757 wurde der Wall abgetragen. 
Nach dem Umbau Ende des 17. Jahrhunderts wurden auf dem Schloss in einem eigenen Gestüt die bekannten Oldenburger Pferde gezüchtet. Später befand sich im Obergeschoss die Wohnung des Landvogts, in der unter anderem auch der Dichter Friedrich Leopold Graf zu Stolberg in seiner Eigenschaft als Landvogt wohnte. Die folgenden Institutionen beherbergte das Schloss seit 1700:
- 1700–1858: Landgericht (Drosteigericht)
- 1856: Ackerbauschule
- 1879: Landwirtschaftsschule
- 1906–1921: Lehrerinnenseminar
- 1921: Haushaltungsschule
- 1940 Reservelazarett
- 1946–1960: Landfrauenschule
- 1965: Dorfgemeinschaftshaus

Heute befinden sich im Schloss ein vogelkundliches Museum, die Schlosskapelle der evangelisch-lutherischen Gemeinde sowie der Trausaal, der zugleich der Sitzungssaal des Zeteler Gemeinderates ist. Weiterhin befindet sich in den Räumlichkeiten der „Kindergarten im Schloss“, einer von vier Kindergärten in Zetel.